# Sydafrika i olympiska sommarspelen 2020
Sydafrika deltog med en trupp på 179 idrottare vid de olympiska sommarspelen 2020 i Tokyo som hölls mellan den 23 juli och 8 augusti 2021 efter att ha blivit framflyttad ett år på grund av coronaviruspandemin. Det var 20:e sommar-OS som Sydafrika deltog vid. Landets idrottare tog totalt tre medaljer.

## Medaljer
| Medalj | Namn                | Sport   | Gren                        | Datum   |
| ------ | ------------------- | ------- | --------------------------- | ------- |
| Guld   | Tatjana Schoenmaker | Simning | Damernas 200 meter bröstsim | 30 juli |
| Silver | Tatjana Schoenmaker | Simning | Damernas 100 metre bröstsim | 27 juli |
| Silver | Bianca Buitendag    | Surfing | Damernas tävling            | 27 juli |

## Cykling

### Landsväg
| Idrottare              | Gren                | Tid      | Placering |
| ---------------------- | ------------------- | -------- | --------- |
| Stefan de Bod          | Herrarnas linjelopp | 6:16.53  | 52        |
| Stefan de Bod          | Herrarnas tempolopp | 57.57,10 | 14        |
| Nicholas Dlamini       | Herrarnas linjelopp | DNF      | DNF       |
| Ryan Gibbons           | Herrarnas linjelopp | DNF      | DNF       |
| Ashleigh Moolman-Pasio | Damernas linjelopp  | 3:54.31  | 13        |
| Ashleigh Moolman-Pasio | Damernas tempolopp  | 32.37,60 | 8         |
| Carla Oberholzer       | Damernas linjelopp  | DNF      | DNF       |

### Bana
Sprint
| Idrottare         | Gren             | Kval                 | Kval      | Omgång 1                         | Återkval 1                       | Omgång 2                         | Återkval 2                       | Kvartsfinal                      | Semifinal                        | Final                            | Final            |
| Idrottare         | Gren             | Tid Hastighet (km/h) | Placering | Motståndare Tid Hastighet (km/h) | Motståndare Tid Hastighet (km/h) | Motståndare Tid Hastighet (km/h) | Motståndare Tid Hastighet (km/h) | Motståndare Tid Hastighet (km/h) | Motståndare Tid Hastighet (km/h) | Motståndare Tid Hastighet (km/h) | Placering        |
| ----------------- | ---------------- | -------------------- | --------- | -------------------------------- | -------------------------------- | -------------------------------- | -------------------------------- | -------------------------------- | -------------------------------- | -------------------------------- | ---------------- |
| Jean Spies        | Herrarnas sprint | 9,787                | 27        | Gick inte vidare                 | Gick inte vidare                 | Gick inte vidare                 | Gick inte vidare                 | Gick inte vidare                 | Gick inte vidare                 | Gick inte vidare                 | Gick inte vidare |
| Charlene du Preez | Damernas sprint  | 10,974               | 22 Q      | Hinze (GER) L                    | McCulloch (AUS) Verdugo (MEX) L  | Gick inte vidare                 | Gick inte vidare                 | Gick inte vidare                 | Gick inte vidare                 | Gick inte vidare                 | Gick inte vidare |

Keirin
| Idrottare         | Gren             | 1:a omgången | Återkval  | 2:a omgången     | 3:e omgången     | Final            |
| Idrottare         | Gren             | Placering    | Placering | Placering        | Placering        | Placering        |
| ----------------- | ---------------- | ------------ | --------- | ---------------- | ---------------- | ---------------- |
| Jean Spies        | Herrarnas keirin | 5 R          | 5         | Gick inte vidare | Gick inte vidare | Gick inte vidare |
| Charlene du Preez | Damernas keirin  | 4 R          | 5         | Gick inte vidare | Gick inte vidare | Gick inte vidare |

Omnium
| Idrottare   | Gren             | Scratch   | Scratch | Tempolopp | Tempolopp | Utslagslopp | Utslagslopp | Poänglopp | Poänglopp | Totalpoäng | Placering |
| Idrottare   | Gren             | Placering | Poäng   | Placering | Poäng     | Placering   | Poäng       | Poäng     | Placering | Totalpoäng | Placering |
| ----------- | ---------------- | --------- | ------- | --------- | --------- | ----------- | ----------- | --------- | --------- | ---------- | --------- |
| David Maree | Herrarnas omnium | 20        | 2       | 18        | 6         | 15          | 12          | -37       | 18        | -17        | 19        |

### Mountainbike
| Idrottare     | Gren                  | Tid     | Placering |
| ------------- | --------------------- | ------- | --------- |
| Alan Hatherly | Herrarnas terränglopp | 1:26.33 | 8         |
| Candice Lill  | Damernas terränglopp  | 1:26.20 | 24        |

### BMX
| Idrottare    | Gren             | Kvartsfinal | Kvartsfinal | Semifinal        | Semifinal        | Final            | Final            |
| Idrottare    | Gren             | Poäng       | Placering   | Poäng            | Placering        | Resultat         | Placering        |
| ------------ | ---------------- | ----------- | ----------- | ---------------- | ---------------- | ---------------- | ---------------- |
| Alex Limberg | Herrarnas racing | 20          | 6           | Gick inte vidare | Gick inte vidare | Gick inte vidare | Gick inte vidare |

## Fotboll
Sammanfattning
| Lag                     | Gren                | Gruppspel            | Gruppspel            | Gruppspel            | Gruppspel | Kvartsfinal          | Semifinal            | Final / BM           | Final / BM       |
| Lag                     | Gren                | Motståndare Resultat | Motståndare Resultat | Motståndare Resultat | Placering | Motståndare Resultat | Motståndare Resultat | Motståndare Resultat | Placering        |
| ----------------------- | ------------------- | -------------------- | -------------------- | -------------------- | --------- | -------------------- | -------------------- | -------------------- | ---------------- |
| Sydafrikas herrlandslag | Herrarnas turnering | Japan · L 0–1        | Frankrike · L 3–4    | Mexiko · L 0–3       | 4         | Gick inte vidare     | Gick inte vidare     | Gick inte vidare     | Gick inte vidare |

### Herrarnas turnering
Spelartrupp
Den slutgiltiga truppen presenterades den 3 juli 2021.
Huvudtränare: David Notoane
| Nr | Pos. | Namn                 | Födelsedatum (ålder)     | Matcher | Mål |           | Klubb                     |
| -- | ---- | -------------------- | ------------------------ | ------- | --- | --------- | ------------------------- |
| 1  | MV   | Ronwen Williams      | 21 januari 1992 (29 år)  |         |     | Sydafrika | SuperSport United         |
| 2  | F    | James Monyane        | 30 april 2000 (21 år)    |         |     | Sydafrika | Orlando Pirates           |
| 3  | F    | Katlego Mohamme      | 10 mars 1998 (23 år)     |         |     | Sydafrika | University of Pretoria    |
| 4  | MF   | Teboho Mokoena       | 24 januari 1997 (24 år)  |         |     | Sydafrika | SuperSport United         |
| 5  | F    | Luke Fleurs          | 3 mars 2000 (21 år)      |         |     | Sydafrika | SuperSport United         |
| 6  | MF   | Kamohelo Mahlatsi    | 23 augusti 1998 (22 år)  |         |     | Sydafrika | Moroka Swallows           |
| 7  | MF   | Nkosingiphile Ngcobo | 16 november 1999 (21 år) |         |     | Sydafrika | Kaizer Chiefs             |
| 8  | MF   | Thabo Cele           | 15 januari 1997 (24 år)  |         |     | Portugal  | Cova Piedade              |
| 9  | A    | Evidence Makgopa     | 5 juni 2000 (21 år)      |         |     | Sydafrika | Baroka                    |
| 10 | A    | Luther Singh         | 5 augusti 1997 (23 år)   |         |     | Portugal  | Paços de Ferreira         |
| 11 | A    | MacBeth Mahlangu     | 11 oktober 2001 (19 år)  |         |     | Sydafrika | TS Galaxy                 |
| 12 | MF   | Goodman Mosele       | 18 november 1999 (21 år) |         |     | Sydafrika | Baroka                    |
| 13 | MF   | Reeve Frosler        | 11 januari 1998 (23 år)  |         |     | Sydafrika | Kaizer Chiefs             |
| 14 | F    | Sibusiso Mabiliso    | 14 april 1999 (22 år)    |         |     | Sydafrika | AmaZulu                   |
| 15 | F    | Tercious Malepe      | 18 februari 1997 (24 år) |         |     | Ukraina   | Mynai                     |
| 16 | MV   | Mondli Mpoto         | 24 juli 1998 (22 år)     |         |     | Sydafrika | Bloemfontein Celtic       |
| 17 | F    | Thendo Mukumela      | 30 januari 1998 (23 år)  |         |     | Sydafrika | Cape Town Spurs           |
| 18 | A    | Kobamelo Kodisang    | 28 augusti 1999 (21 år)  |         |     | Portugal  | Braga                     |
| 22 | MV   | Sifiso Mlungwana     | 27 april 1997 (24 år)    |         |     | Sydafrika | Lamontville Golden Arrows |

Gruppspel
| Nr | Lag       | S | V | O | F | GM | IM | MS | P |
| -- | --------- | - | - | - | - | -- | -- | -- | - |
| 1  | Japan     | 3 | 3 | 0 | 0 | 7  | 1  | +6 | 9 |
| 2  | Mexiko    | 3 | 2 | 0 | 1 | 8  | 3  | +5 | 6 |
| 3  | Frankrike | 3 | 1 | 0 | 2 | 5  | 11 | −6 | 3 |
| 4  | Sydafrika | 3 | 0 | 0 | 3 | 3  | 8  | −5 | 0 |

|  | 22 juli, 20:00 UTC+9 | Japan | 1 – 0 | Sydafrika | Tokyo Stadium, Chofu |  |
|  |                      |       |       |           |                      |  |
|  |                      |       |       |           |                      |  |
|  |                      |       |       |           |                      |  |

|  | 25 juli, 17:00 UTC+9 | Frankrike | 4 – 3 | Sydafrika | Saitama Stadium, Saitama |  |
|  |                      |           |       |           |                          |  |
|  |                      |           |       |           |                          |  |
|  |                      |           |       |           |                          |  |

|  | 28 juli, 20:00 UTC+9 | Sydafrika | 0 – 3 | Mexiko | Sapporo Dome, Sapporo |  |
|  |                      |           |       |        |                       |  |
|  |                      |           |       |        |                       |  |
|  |                      |           |       |        |                       |  |

## Friidrott
Förkortningar
- Notera– Placeringar avser endast det specifika heatet.
- Q = Tog sig vidare till nästa omgång
- q = Tog sig vidare till nästa omgång som den snabbaste förloraren eller, i teknikgrenarna, genom placering utan att nå kvalgränsen
- i.u. = Omgången fanns inte i grenen
- Bye = Idrottaren behövde inte tävla i omgången

### Gång- och löpgrenar
Herrar
| Idrottare                                                                         | Gren              | Heat     | Heat      | Kvartsfinal | Kvartsfinal | Semifinal        | Semifinal        | Final            | Final            |
| Idrottare                                                                         | Gren              | Tid      | Placering | Tid         | Placering   | Tid              | Placering        | Tid              | Placering        |
| --------------------------------------------------------------------------------- | ----------------- | -------- | --------- | ----------- | ----------- | ---------------- | ---------------- | ---------------- | ---------------- |
| Gift Leotlela                                                                     | 100 m             | Bye      | Bye       | 10,04       | 1 Q         | 10,03            | 4                | Gick inte vidare | Gick inte vidare |
| Shaun Maswanganyi                                                                 | 100 m             | Bye      | Bye       | 10,12       | 3 Q         | 10,10            | 6                | Gick inte vidare | Gick inte vidare |
| Akani Simbine                                                                     | 100 m             | Bye      | Bye       | 10,08       | 1 Q         | 9,90             | 4 q              | 9,93             | 4                |
| Anaso Jobodwana                                                                   | 200 m             | 20,78    | 3 Q       | i.u.        | i.u.        | 20,88            | 8                | Gick inte vidare | Gick inte vidare |
| Shaun Maswanganyi                                                                 | 200 m             | 20,58    | 2 Q       | i.u.        | i.u.        | 20,18            | 4                | Gick inte vidare | Gick inte vidare |
| Clarence Munyai                                                                   | 200 m             | 20,49    | 4 q       | i.u.        | i.u.        | 20,49            | 6                | Gick inte vidare | Gick inte vidare |
| Zakithi Nene                                                                      | 400 m             | 45,74    | 5         | i.u.        | i.u.        | Gick inte vidare | Gick inte vidare | Gick inte vidare | Gick inte vidare |
| Wayde van Niekerk                                                                 | 400 m             | 45,25    | 3 Q       | i.u.        | i.u.        | 45,14            | 5                | Gick inte vidare | Gick inte vidare |
| Thapelo Phora                                                                     | 400 m             | 45,83    | 5         | i.u.        | i.u.        | Gick inte vidare | Gick inte vidare | Gick inte vidare | Gick inte vidare |
| Lesiba Mashele                                                                    | 5 000 m           | 13.48,25 | 15        | i.u.        | i.u.        | i.u.             | i.u.             | Gick inte vidare | Gick inte vidare |
| Antonio Alkana                                                                    | 110 m häck        | 13,55    | 6         | i.u.        | i.u.        | Gick inte vidare | Gick inte vidare | Gick inte vidare | Gick inte vidare |
| Sokwakhana Zazini                                                                 | 400 m häck        | 49,51    | 3 Q       | i.u.        | i.u.        | 48,99            | 6                | Gick inte vidare | Gick inte vidare |
| Gift Leotlela Shaun Maswanganyi Clarence Munyai Galaletsang Ramorwa Akani Simbine | 4 × 100 m stafett | DNF      | —         | i.u.        | i.u.        | i.u.             | i.u.             | Gick inte vidare | Gick inte vidare |
| Ranti Dikgale Zakithi Nene Thapelo Phora Lythe Pillay Wayde van Niekerk           | 4 × 400 m stafett | 3.01,18  | 7         | i.u.        | i.u.        | i.u.             | i.u.             | Gick inte vidare | Gick inte vidare |
| Elroy Gelant                                                                      | Maraton           | i.u.     | i.u.      | i.u.        | i.u.        | i.u.             | i.u.             | 2:16.43          | 34               |
| Desmond Mokgobu                                                                   | Maraton           | i.u.     | i.u.      | i.u.        | i.u.        | i.u.             | i.u.             | DNF              | —                |
| Stephen Mokoka                                                                    | Maraton           | i.u.     | i.u.      | i.u.        | i.u.        | i.u.             | i.u.             | DNF              | —                |
| Wayne Snyman                                                                      | 20 km gång        | i.u.     | i.u.      | i.u.        | i.u.        | i.u.             | i.u.             | 1:24.33          | 20               |
| Marc Mundell                                                                      | 50 km gång        | i.u.     | i.u.      | i.u.        | i.u.        | i.u.             | i.u.             | 4:14.37          | 40               |

Damer
| Idrottare       | Gren       | Heat     | Heat      | Semifinal | Semifinal | Final            | Final            |
| Idrottare       | Gren       | Tid      | Placering | Tid       | Placering | Tid              | Placering        |
| --------------- | ---------- | -------- | --------- | --------- | --------- | ---------------- | ---------------- |
| Dominique Scott | 5 000 m    | 15.13,94 | 13        | i.u.      | i.u.      | Gick inte vidare | Gick inte vidare |
| Dominique Scott | 10 000 m   | i.u.     | i.u.      | i.u.      | i.u.      | 32.14,05         | 20               |
| Wenda Nel       | 400 m häck | 56,06    | 3 Q       | 56,35     | 7         | Gick inte vidare | Gick inte vidare |
| Gerda Steyn     | Maraton    | i.u.     | i.u.      | i.u.      | i.u.      | 2:32.10          | 15               |
| Irvette van Zyl | Maraton    | i.u.     | i.u.      | i.u.      | i.u.      | DNF              | —                |

### Teknikgrenar
| Idrottare        | Gren                    | Kval    | Kval      | Final            | Final            |
| Idrottare        | Gren                    | Distans | Placering | Distans          | Placering        |
| ---------------- | ----------------------- | ------- | --------- | ---------------- | ---------------- |
| Cheswill Johnson | Herrarnas längdhopp     | NM      | —         | Gick inte vidare | Gick inte vidare |
| Ruswahl Samaai   | Herrarnas längdhopp     | 7,74    | 22        | Gick inte vidare | Gick inte vidare |
| Kyle Blignaut    | Herrarnas kulstötning   | 20,97   | 8 q       | 21,00            | 6                |
| Jason van Rooyen | Herrarnas kulstötning   | 20,29   | 19        | Gick inte vidare | Gick inte vidare |
| Rocco van Rooyen | Herrarnas spjutkastning | 77,41   | 23        | Gick inte vidare | Gick inte vidare |
| Jo Ane van Dyk   | Damernas spjutkastning  | 57,69   | 24        | Gick inte vidare | Gick inte vidare |

## Golf
| Idrottare               | Gren              | Omgång 1 | Omgång 2 | Omgång 3 | Omgång 4 | Totalt | Totalt   | Totalt    |
| Idrottare               | Gren              | Poäng    | Poäng    | Poäng    | Poäng    | Poäng  | Från par | Placering |
| ----------------------- | ----------------- | -------- | -------- | -------- | -------- | ------ | -------- | --------- |
| Christiaan Bezuidenhout | Herrarnas tävling | 68       | 70       | 68       | 67       | 273    | −7       | T16       |
| Garrick Higgo           | Herrarnas tävling | 71       | 71       | 70       | 72       | 284    | E        | T53       |

## Gymnastik

### Artistisk
Damer
| Idrottare          | Gren                 | Kval    | Kval    | Kval    | Kval    | Kval   | Kval      | Final            | Final            | Final            | Final            | Final            | Final            |
| Idrottare          | Gren                 | Redskap | Redskap | Redskap | Redskap | Totalt | Placering | Redskap          | Redskap          | Redskap          | Redskap          | Totalt           | Placering        |
| Idrottare          | Gren                 | H       | Ba      | Bo      | F       | Totalt | Placering | H                | Ba               | Bo               | F                | Totalt           | Placering        |
| ------------------ | -------------------- | ------- | ------- | ------- | ------- | ------ | --------- | ---------------- | ---------------- | ---------------- | ---------------- | ---------------- | ---------------- |
| Naveen Daries      | Individuell mångkamp | 13,300  | 12,366  | 8,933   | 11,766  | 46,365 | 76        | Gick inte vidare | Gick inte vidare | Gick inte vidare | Gick inte vidare | Gick inte vidare | Gick inte vidare |
| Caitlin Rooskrantz | Individuell mångkamp | 12,800  | 13,300  | 12,200  | 11,633  | 49,933 | 61        | Gick inte vidare | Gick inte vidare | Gick inte vidare | Gick inte vidare | Gick inte vidare | Gick inte vidare |

## Judo
| Idrottare         | Gren                            | Sextondelsfinal        | Åttondelsfinal       | Kvartsfinal          | Semifinal            | Återkval             | Final / BM           | Final / BM |
| Idrottare         | Gren                            | Motståndare Resultat   | Motståndare Resultat | Motståndare Resultat | Motståndare Resultat | Motståndare Resultat | Motståndare Resultat | Placering  |
| ----------------- | ------------------------------- | ---------------------- | -------------------- | -------------------- | -------------------- | -------------------- | -------------------- | ---------- |
| Geronay Whitebooi | Damernas extra lättvikt (48 kg) | Pareto (ARG) L 001–100 | Gick inte vidare     | Gick inte vidare     | Gick inte vidare     | Gick inte vidare     | Gick inte vidare     | 17         |

## Konstsim
| Idrottare                         | Gren  | Tekniskt | Tekniskt  | Fritt (kval) | Fritt (kval)              | Fritt (kval) | Fritt (final)    | Fritt (final)             | Fritt (final)    |
| Idrottare                         | Gren  | Poäng    | Placering | Poäng        | Totalt (tekniskt + fritt) | Placering    | Poäng            | Totalt (tekniskt + fritt) | Placering        |
| --------------------------------- | ----- | -------- | --------- | ------------ | ------------------------- | ------------ | ---------------- | ------------------------- | ---------------- |
| Clarissa Johnston Laura Strugnell | Duett | 70,9099  | 21        | 72,1667      | 143,0766                  | 21           | Gick inte vidare | Gick inte vidare          | Gick inte vidare |

## Landhockey
Sammanfattning
| Lag                     | Gren                | Gruppspel              | Gruppspel              | Gruppspel             | Gruppspel            | Gruppspel            | Gruppspel | Kvartsfinal          | Semifinal            | Final / BM           | Final / BM       |
| Lag                     | Gren                | Motståndare Resultat   | Motståndare Resultat   | Motståndare Resultat  | Motståndare Resultat | Motståndare Resultat | Placering | Motståndare Resultat | Motståndare Resultat | Motståndare Resultat | Placering        |
| ----------------------- | ------------------- | ---------------------- | ---------------------- | --------------------- | -------------------- | -------------------- | --------- | -------------------- | -------------------- | -------------------- | ---------------- |
| Sydafrikas herrlandslag | Herrarnas turnering | Storbritannien · L 1–3 | Nederländerna · L 3–5  | Belgien · L 4–9       | Tyskland · W 4–3     | Kanada · D 4–4       | 5         | Gick inte vidare     | Gick inte vidare     | Gick inte vidare     | Gick inte vidare |
| Sydafrikas damlandslag  | Damernas turnering  | Irland · L 0–2         | Storbritannien · L 1–4 | Nederländerna · L 0–5 | Tyskland · L 1–4     | Indien · L 3–4       | 6         | Gick inte vidare     | Gick inte vidare     | Gick inte vidare     | Gick inte vidare |

### Herrarnas turnering
Spelartrupp
Truppen presenterades den 27 maj 2021.
Huvudtränare: Gareth Ewing
| Nr | Pos. | Namn                | Födelsedatum (ålder)      | Matcher | Mål |               | Klubb                           |
| -- | ---- | ------------------- | ------------------------- | ------- | --- | ------------- | ------------------------------- |
| 2  | A    | Mustaphaa Cassiem   | 19 mars 2002 (19 år)      | 8       | 7   | Sydafrika     | Varsity College                 |
| 3  | F    | Tyson Dlungwana     | 18 februari 1997 (24 år)  | 47      | 0   | Sydafrika     | Phoenix Hockey Club             |
| 5  | F    | Austin Smith        | 20 maj 1985 (36 år)       | 178     | 67  | Nederländerna | Den Bosch                       |
| 7  | F    | Timothy Drummond    | 5 mars 1988 (33 år)       | 145     | 19  | Nederländerna | Klein Zwitserland               |
| 8  | MF   | Nduduza Lembethe    | 13 januari 1996 (25 år)   | 33      |     | Sydafrika     | University of Pretoria          |
| 10 | A    | Keenan Horne        | 17 juni 1992 (29 år)      | 64      |     | Sydafrika     | Central                         |
| 13 | F    | Matthew Guise-Brown | 13 september 1991 (29 år) | 42      | 25  | England       | Hampstead & Westminster         |
| 14 | MF   | Rusten Abrahams     | 16 december 1997 (23 år)  | 10      | 2   | Sydafrika     | University of the Witwatersrand |
| 15 | A    | Dayaan Cassiem      | 1 december 1998 (22 år)   | 38      | 15  | Tyskland      | Gladbacher HTC                  |
| 17 | A    | Ryan Julius         | 19 juli 1995 (26 år)      | 41      |     | Nederländerna | Almeerse HC                     |
| 18 | MF   | Taine Paton         | 4 januari 1989 (32 år)    | 115     |     | Belgien       | Antwerp                         |
| 20 | A    | Tevin Kok           | 20 oktober 1996 (24 år)   | 35      |     | Sydafrika     | Kearsney                        |
| 21 | F    | Jethro Eustice      | 1 november 1989 (31 år)   | 128     | 21  | Sydafrika     | Kearsney                        |
| 22 | F    | Daniel Bell         | 28 september 1994 (26 år) | 58      | 11  | Belgien       | Royal Daring Hockey Club        |
| 23 | MV   | Rassie Pieterse     | 20 augusti 1983 (37 år)   | 161     |     | Sydafrika     | Wanderers Hockey Club           |
| 24 | MF   | Nicholas Spooner    | 28 augusti 1991 (29 år)   | 26      |     | Tyskland      | Harvestehuder THC               |
| 27 | A    | Nqobile Ntuli       | 15 januari 1996 (25 år)   | 58      | 25  | Sydafrika     | University of Pretoria          |
| 29 | MF   | Samkelo Mvimbi      | 23 januari 1999 (22 år)   | 14      | 1   | Sydafrika     | University of Pretoria          |

Gruppspel
| Pos | Lag            | SM | V | O | F | GM | IM | MS  | P  | Kvalificering |
| --- | -------------- | -- | - | - | - | -- | -- | --- | -- | ------------- |
| 1   | Belgien        | 5  | 4 | 1 | 0 | 26 | 9  | +17 | 13 | Kvartsfinal   |
| 2   | Tyskland       | 5  | 3 | 0 | 2 | 19 | 10 | +9  | 9  | Kvartsfinal   |
| 3   | Storbritannien | 5  | 2 | 2 | 1 | 11 | 11 | 0   | 8  | Kvartsfinal   |
| 4   | Nederländerna  | 5  | 2 | 1 | 2 | 13 | 13 | 0   | 7  | Kvartsfinal   |
| 5   | Sydafrika      | 5  | 1 | 1 | 3 | 16 | 24 | −8  | 4  |               |
| 6   | Kanada         | 5  | 0 | 1 | 4 | 9  | 27 | −18 | 1  |               |

|       | 24 juli 2021 | Storbritannien                                 | 3–1     | Sydafrika              | North Pitch                                           |                                                       |
| 18:30 | 18:30        | Samuel Ward 2′ Liam Ansell 32′ Jack Waller 56′ | Rapport | 4′ Matthew Guise-Brown | Domare: Germán Montes de Oca (ARG) Ben Goentgen (GER) | Domare: Germán Montes de Oca (ARG) Ben Goentgen (GER) |
| 18:30 | 18:30        |                                                |         |                        | Domare: Germán Montes de Oca (ARG) Ben Goentgen (GER) | Domare: Germán Montes de Oca (ARG) Ben Goentgen (GER) |
| 18:30 | 18:30        |                                                |         |                        | Domare: Germán Montes de Oca (ARG) Ben Goentgen (GER) | Domare: Germán Montes de Oca (ARG) Ben Goentgen (GER) |

|       | 25 juli 2021 | Sydafrika                                             | 3–5     | Nederländerna                                                                          | South Pitch                                    |                                                |
| 21:15 | 21:15        | Mustaphaa Cassiem 2′ Dayaan Cassiem 10′ Tevin Kok 18′ | Rapport | 24′, 54′ Mirco Pruyser 29′ Thijs van Dam 36′ Thierry Brinkman 48′ Mink van der Weerden | Domare: Jakub Mejzlík (CZE) Javed Shaikh (IND) | Domare: Jakub Mejzlík (CZE) Javed Shaikh (IND) |
| 21:15 | 21:15        |                                                       |         |                                                                                        | Domare: Jakub Mejzlík (CZE) Javed Shaikh (IND) | Domare: Jakub Mejzlík (CZE) Javed Shaikh (IND) |
| 21:15 | 21:15        |                                                       |         |                                                                                        | Domare: Jakub Mejzlík (CZE) Javed Shaikh (IND) | Domare: Jakub Mejzlík (CZE) Javed Shaikh (IND) |

|       | 27 juli 2021 | Belgien | 9–4     | Sydafrika                                                      | North Pitch                                        |                                                    |
| 18:30 | 18:30        | John-John Dohmen 4′, 15′ Alexander Hendrickx 9′, 18′, 40′ Thomas Briels 12′ Arthur Van Doren 15′ Simon Gougnard 25′ Cédric Charlier 41′ | Rapport | 5′, 31′ Dayaan Cassiem 23′ Mustaphaa Cassiem 29′ Nqobile Ntuli | Domare: Raghu Prasad (IND) Francisco Vázquez (ESP) | Domare: Raghu Prasad (IND) Francisco Vázquez (ESP) |
| 18:30 | 18:30        | |         |                                                                | Domare: Raghu Prasad (IND) Francisco Vázquez (ESP) | Domare: Raghu Prasad (IND) Francisco Vázquez (ESP) |
| 18:30 | 18:30        | |         |                                                                | Domare: Raghu Prasad (IND) Francisco Vázquez (ESP) | Domare: Raghu Prasad (IND) Francisco Vázquez (ESP) |

|       | 29 juli 2021 | Sydafrika                                                                          | 4–3     | Tyskland                                                   | North Pitch                                      |                                                  |
| 11:45 | 11:45        | Matthew Guise-Brown 9′ Keenan Horne 13′ Nicholas Spooner 45′ Mustaphaa Cassiem 48′ | Rapport | 8′ Timm Herzbruch 22′ Lukas Windfeder 24′ Constantin Staib | Domare: David Tomlinson (NZL) Javed Shaikh (IND) | Domare: David Tomlinson (NZL) Javed Shaikh (IND) |
| 11:45 | 11:45        |                                                                                    |         |                                                            | Domare: David Tomlinson (NZL) Javed Shaikh (IND) | Domare: David Tomlinson (NZL) Javed Shaikh (IND) |
| 11:45 | 11:45        |                                                                                    |         |                                                            | Domare: David Tomlinson (NZL) Javed Shaikh (IND) | Domare: David Tomlinson (NZL) Javed Shaikh (IND) |

|       | 30 juli 2021 | Kanada                                                                      | 4–4     | Sydafrika                                                                       | South Pitch                                           |                                                       |
| 12:15 | 12:15        | Mark Pearson 11′ Keegan Pereira 17′ Fin Boothroyd 42′ Gabriel Ho-Garcia 59′ | Rapport | 2′ Nqobile Ntuli 9′ Nicholas Spooner 34′ Matthew Guise-Brown 58′ Samkelo Mvimbi | Domare: Germán Montes de Oca (ARG) Raghu Prasad (IND) | Domare: Germán Montes de Oca (ARG) Raghu Prasad (IND) |
| 12:15 | 12:15        |                                                                             |         |                                                                                 | Domare: Germán Montes de Oca (ARG) Raghu Prasad (IND) | Domare: Germán Montes de Oca (ARG) Raghu Prasad (IND) |
| 12:15 | 12:15        |                                                                             |         |                                                                                 | Domare: Germán Montes de Oca (ARG) Raghu Prasad (IND) | Domare: Germán Montes de Oca (ARG) Raghu Prasad (IND) |

### Damernas turnering
Spelartrupp
Truppen presenterades den 27 maj 2021.
Huvudtränare: Robin Van Ginkel
| Nr | Pos. | Namn                | Födelsedatum (ålder)     | Matcher | Mål |           | Klubb                 |
| -- | ---- | ------------------- | ------------------------ | ------- | --- | --------- | --------------------- |
| 1  | MV   | Phumelela Mbande    | 8 mars 1993 (28 år)      | 47      |     | Sydafrika | Northern Blues        |
| 3  | A    | Celia Seerane       | 18 juni 1990 (31 år)     | 163     |     | Sydafrika | Northern Blues        |
| 4  | F    | Nicole Walraven     | 12 december 1994 (26 år) | 48      |     | Sydafrika | Northern Blues        |
| 5  | A    | Edith Molikoe       | 23 maj 2000 (21 år)      | 0       |     | Sydafrika | Northern Blues        |
| 6  | F    | Taryn Potts         | 19 april 1992 (29 år)    | 5       |     | Sydafrika | Southern Gauteng      |
| 7  | MF   | Marizen Marais      | 17 maj 1996 (25 år)      | 27      |     | Sydafrika | Blyde River Bunters   |
| 8  | MF   | Kristen Paton       | 21 december 1996 (24 år) | 33      |     | Sydafrika | Southern Gauteng      |
| 9  | MF   | Robyn Johnson       | 7 december 1990 (30 år)  | 18      |     | Sydafrika | Southern Gauteng      |
| 10 | MF   | Onthatile Zulu      | 14 mars 2000 (21 år)     | 10      |     | Sydafrika | Northern Blues        |
| 13 | F    | Lisa-Marié Deetlefs | 8 september 1987 (33 år) | 267     |     | Sydafrika | Southern Gauteng      |
| 14 | A    | Nomnikelo Veto      | 3 januari 1997 (24 år)   | 18      |     | Sydafrika | Southern Gauteng      |
| 16 | MF   | Erin Hunter         | 20 mars 1992 (29 år)     | 59      |     | Sydafrika | Southern Gauteng      |
| 17 | A    | Charné Maddocks     | 10 juni 1998 (23 år)     | 0       |     | Sydafrika | North-West University |
| 19 | MF   | Lilian du Plessis   | 17 december 1992 (28 år) | 135     |     | Sydafrika | Southern Gauteng      |
| 22 | F    | Lerato Mahole       | 29 december 1999 (21 år) | 0       |     | Sydafrika | Namaqualand Daisies   |
| 28 | A    | Quanita Bobbs       | 3 september 1993 (27 år) | 132     |     | Sydafrika | Western Province      |
| 29 | F    | Tarryn Glasby       | 23 januari 1995 (26 år)  | 42      |     | Sydafrika | Western Province      |
| 30 | A    | Toni Marks          | 19 juli 1994 (27 år)     | 16      |     | Sydafrika | Madikwe Rangers       |

Gruppspel
| Pos | Lag            | SM | V | O | F | GM | IM | MS  | P  | Kvalificering |
| --- | -------------- | -- | - | - | - | -- | -- | --- | -- | ------------- |
| 1   | Nederländerna  | 5  | 5 | 0 | 0 | 18 | 2  | +16 | 15 | Kvartsfinal   |
| 2   | Tyskland       | 5  | 4 | 0 | 1 | 13 | 7  | +6  | 12 | Kvartsfinal   |
| 3   | Storbritannien | 5  | 3 | 0 | 2 | 11 | 5  | +6  | 9  | Kvartsfinal   |
| 4   | Indien         | 5  | 2 | 0 | 3 | 7  | 14 | −7  | 6  | Kvartsfinal   |
| 5   | Irland         | 5  | 1 | 0 | 4 | 4  | 11 | −7  | 3  |               |
| 6   | Sydafrika      | 5  | 0 | 0 | 5 | 5  | 19 | −14 | 0  |               |

|       | 24 juli 2021 | Irland                            | 2–0     | Sydafrika | South Pitch                                 |                                             |
| 21:15 | 21:15        | Roisin Upton 9′ Sarah Torrans 45′ | Rapport |           | Domare: Kelly Hudson (NZL) Emi Yamada (JPN) | Domare: Kelly Hudson (NZL) Emi Yamada (JPN) |
| 21:15 | 21:15        |                                   |         |           | Domare: Kelly Hudson (NZL) Emi Yamada (JPN) | Domare: Kelly Hudson (NZL) Emi Yamada (JPN) |
| 21:15 | 21:15        |                                   |         |           | Domare: Kelly Hudson (NZL) Emi Yamada (JPN) | Domare: Kelly Hudson (NZL) Emi Yamada (JPN) |

|       | 26 juli 2021 | Sydafrika          | 1–4     | Storbritannien                                         | North Pitch                                              |                                                          |
| 18:30 | 18:30        | Nicole Walraven 6′ | Rapport | 29′, 50′ Elena Rayer 39′ Anna Toman 40′ Laura Unsworth | Domare: Carolina de la Fuente (ARG) Maggie Giddens (USA) | Domare: Carolina de la Fuente (ARG) Maggie Giddens (USA) |
| 18:30 | 18:30        |                    |         |                                                        | Domare: Carolina de la Fuente (ARG) Maggie Giddens (USA) | Domare: Carolina de la Fuente (ARG) Maggie Giddens (USA) |
| 18:30 | 18:30        |                    |         |                                                        | Domare: Carolina de la Fuente (ARG) Maggie Giddens (USA) | Domare: Carolina de la Fuente (ARG) Maggie Giddens (USA) |

|       | 28 juli 2021 | Nederländerna                                                                       | 5–0     | Sydafrika | North Pitch                                     |                                                 |
| 09:30 | 09:30        | Frédérique Matla 16′, 35′ Marloes Keetels 42′ Felice Albers 52′ Maria Verschoor 55′ | Rapport |           | Domare: Amber Church (NZL) Ayanna McClean (TTO) | Domare: Amber Church (NZL) Ayanna McClean (TTO) |
| 09:30 | 09:30        |                                                                                     |         |           | Domare: Amber Church (NZL) Ayanna McClean (TTO) | Domare: Amber Church (NZL) Ayanna McClean (TTO) |
| 09:30 | 09:30        |                                                                                     |         |           | Domare: Amber Church (NZL) Ayanna McClean (TTO) | Domare: Amber Church (NZL) Ayanna McClean (TTO) |

|       | 30 juli 2021 | Sydafrika      | 1–4     | Tyskland                                                      | North Pitch                                   |                                               |
| 09:30 | 09:30        | Toni Marks 53′ | Rapport | 2′, 24′ Lisa Altenburg 10′ Sonja Zimmermann 49′ Anne Schröder | Domare: Emi Yamada (JPN) Maggie Giddens (USA) | Domare: Emi Yamada (JPN) Maggie Giddens (USA) |
| 09:30 | 09:30        |                |         |                                                               | Domare: Emi Yamada (JPN) Maggie Giddens (USA) | Domare: Emi Yamada (JPN) Maggie Giddens (USA) |
| 09:30 | 09:30        |                |         |                                                               | Domare: Emi Yamada (JPN) Maggie Giddens (USA) | Domare: Emi Yamada (JPN) Maggie Giddens (USA) |

|       | 31 juli 2021 | Indien                                       | 4–3     | Sydafrika                                            | South Pitch                                   |                                               |
| 12:15 | 12:15        | Vandana Katariya 4′, 17′, 49′ Neha Goyal 32′ | Rapport | 15′ Tarryn Glasby 30′ Erin Hunter 39′ Marizen Marais | Domare: Amber Church (NZL) Liu Xiaoying (CHN) | Domare: Amber Church (NZL) Liu Xiaoying (CHN) |
| 12:15 | 12:15        |                                              |         |                                                      | Domare: Amber Church (NZL) Liu Xiaoying (CHN) | Domare: Amber Church (NZL) Liu Xiaoying (CHN) |
| 12:15 | 12:15        |                                              |         |                                                      | Domare: Amber Church (NZL) Liu Xiaoying (CHN) | Domare: Amber Church (NZL) Liu Xiaoying (CHN) |

## Ridsport

### Dressyr
| Idrottare     | Häst     | Gren         | Grand Prix                   | Grand Prix                   | Grand Prix Freestyle         | Grand Prix Freestyle         | Totalt                       | Totalt                       |
| Idrottare     | Häst     | Gren         | Poäng                        | Placering                    | Tekniskt                     | Artistiskt                   | Poäng                        | Placering                    |
| ------------- | -------- | ------------ | ---------------------------- | ---------------------------- | ---------------------------- | ---------------------------- | ---------------------------- | ---------------------------- |
| Tanya Seymour | Ramoneur | Individuellt | Drog sig ur den 21 juli 2021 | Drog sig ur den 21 juli 2021 | Drog sig ur den 21 juli 2021 | Drog sig ur den 21 juli 2021 | Drog sig ur den 21 juli 2021 | Drog sig ur den 21 juli 2021 |

Teckenförklaring: Q = Kvalificerad för finalen; q = Kvalificerad för finalen som lucky loser

### Fälttävlan
| Idrottare               | Häst                 | Gren         | Dressyr | Dressyr   | Terrängbana | Terrängbana | Terrängbana | Hoppning    | Hoppning    | Hoppning    | Hoppning    | Hoppning    | Hoppning    | Totalt      | Totalt      |
| Idrottare               | Häst                 | Gren         | Dressyr | Dressyr   | Terrängbana | Terrängbana | Terrängbana | Kval        | Kval        | Kval        | Final       | Final       | Final       | Totalt      | Totalt      |
| Idrottare               | Häst                 | Gren         | Straff  | Placering | Straff      | Totalt      | Placering   | Straff      | Totalt      | Placering   | Straff      | Totalt      | Placering   | Straff      | Placering   |
| ----------------------- | -------------------- | ------------ | ------- | --------- | ----------- | ----------- | ----------- | ----------- | ----------- | ----------- | ----------- | ----------- | ----------- | ----------- | ----------- |
| Victoria Scott-Legendre | Valtho des Peupliers | Individuellt | 39,50   | 53        | 19,80       | 59,30       | 34          | Drog sig ur | Drog sig ur | Drog sig ur | Drog sig ur | Drog sig ur | Drog sig ur | Drog sig ur | Drog sig ur |

## Rodd
| Idrottare                                                   | Gren                        | Heat    | Heat      | Återkval | Återkval  | Semifinal        | Semifinal        | Final            | Final            |
| Idrottare                                                   | Gren                        | Tid     | Placering | Tid      | Placering | Tid              | Placering        | Tid              | Placering        |
| ----------------------------------------------------------- | --------------------------- | ------- | --------- | -------- | --------- | ---------------- | ---------------- | ---------------- | ---------------- |
| Luc Daffarn Jake Green                                      | Herrarnas tvåa utan styrman | 7.04,03 | 5 R       | 6.57,01  | 4         | Gick inte vidare | Gick inte vidare | Gick inte vidare | Gick inte vidare |
| Lawrence Brittain Kyle Schoonbee John Smith Sandro Torrente | Herrarnas fyra utan styrman | 6.25,34 | 5 R       | 6.30,34  | 6 FB      | i.u.             | i.u.             | 6.09,85          | 10               |

Teckenförklaring: FA= A-final (medalj); FB=B-final (ingen medalj); FC= C-final (ingen medalj); FD= D-final (ingen medalj); FE=E-final (ingen medalj); FF=F-final (ingen medalj); SA/B=Semifinal A/B; SC/D=Semifinal C/D; SE/F=Semifinal E/F; QF=Kvartsfinal; R=Återkval

## Segling
| Idrottare                   | Gren                | Race | Race | Race | Race | Race | Race | Race | Race | Race | Race | Race | Race | Race | Poäng | Placering |
| Idrottare                   | Gren                | 1    | 2    | 3    | 4    | 5    | 6    | 7    | 8    | 9    | 10   | 11   | 12   | M*   | Poäng | Placering |
| --------------------------- | ------------------- | ---- | ---- | ---- | ---- | ---- | ---- | ---- | ---- | ---- | ---- | ---- | ---- | ---- | ----- | --------- |
| Leo Davis                   | Herrarnas finnjolle | 17   | 19   | 19   | 19   | 18   | 19   | 12   | 18   | 18   | 19   | i.u. | i.u. | EL   | 159   | 19        |
| Alex Burger Benjamin Talbot | Herrarnas 49er      | 13   | 15   | 18   | 17   | 17   | 14   | 12   | 13   | 17   | 10   | 19   | 17   | EL   | 163   | 19        |

M = Medaljrace; EL = Utslagen – gick inte vidare till medaljracet

## Simhopp
| Idrottare      | Gren               | Kval   | Kval      | Semifinal        | Semifinal        | Final            | Final            |
| Idrottare      | Gren               | Poäng  | Placering | Poäng            | Placering        | Poäng            | Placering        |
| -------------- | ------------------ | ------ | --------- | ---------------- | ---------------- | ---------------- | ---------------- |
| Micaela Bouter | Damernas svikthopp | 216,15 | 26        | Gick inte vidare | Gick inte vidare | Gick inte vidare | Gick inte vidare |
| Julia Vincent  | Damernas svikthopp | 228,90 | 25        | Gick inte vidare | Gick inte vidare | Gick inte vidare | Gick inte vidare |

## Simning
Herrar
| Idrottare       | Gren               | Heat    | Heat      | Semifinal        | Semifinal        | Final            | Final            |
| Idrottare       | Gren               | Tid     | Placering | Tid              | Placering        | Tid              | Placering        |
| --------------- | ------------------ | ------- | --------- | ---------------- | ---------------- | ---------------- | ---------------- |
| Martin Binedell | 200 m ryggsim      | 1.58,47 | 21        | Gick inte vidare | Gick inte vidare | Gick inte vidare | Gick inte vidare |
| Pieter Coetze   | 100 m ryggsim      | 54,05   | 24        | Gick inte vidare | Gick inte vidare | Gick inte vidare | Gick inte vidare |
| Ethan du Preez  | 200 m fjärilsim    | 1.58,50 | 30        | Gick inte vidare | Gick inte vidare | Gick inte vidare | Gick inte vidare |
| Michael Houlie  | 100 m bröstsim     | 1.01,22 | 37        | Gick inte vidare | Gick inte vidare | Gick inte vidare | Gick inte vidare |
| Chad Le Clos    | 100 m fjärilsim    | 51,89   | =18       | Gick inte vidare | Gick inte vidare | Gick inte vidare | Gick inte vidare |
| Chad Le Clos    | 200 m fjärilsim    | 1.55,96 | 16 Q      | 1.55,06          | 3 Q              | 1.54,93          | 5                |
| Michael McGlynn | 10 km öppet vatten | i.u.    | i.u.      | i.u.             | i.u.             | 1:51.32,7        | 8                |
| Matthew Sates   | 100 m fjärilsim    | 52,34   | 32        | Gick inte vidare | Gick inte vidare | Gick inte vidare | Gick inte vidare |
| Matthew Sates   | 200 m medley       | 1.58,08 | 15 Q      | 1.58,75          | 14               | Gick inte vidare | Gick inte vidare |
| Brad Tandy      | 50 m frisim        | 22,22   | =24       | Gick inte vidare | Gick inte vidare | Gick inte vidare | Gick inte vidare |

Damer
| Idrottare                                                      | Gren               | Heat             | Heat      | Semifinal        | Semifinal        | Final            | Final            |
| Idrottare                                                      | Gren               | Tid              | Placering | Tid              | Placering        | Tid              | Placering        |
| -------------------------------------------------------------- | ------------------ | ---------------- | --------- | ---------------- | ---------------- | ---------------- | ---------------- |
| Emma Chelius                                                   | 50 m frisim        | 24,65            | =11 Q     | 24,64            | 13               | Gick inte vidare | Gick inte vidare |
| Kaylene Corbett                                                | 200 m bröstsim     | 2.22,48          | 4 Q       | 2.22,08          | 4 Q              | 2.22,06          | 5                |
| Erin Gallagher                                                 | 100 m fjärilsim    | 59,69            | 26        | Gick inte vidare | Gick inte vidare | Gick inte vidare | Gick inte vidare |
| Erin Gallagher                                                 | 100 m frisim       | 54,75            | 25        | Gick inte vidare | Gick inte vidare | Gick inte vidare | Gick inte vidare |
| Rebecca Meder                                                  | 200 m medley       | 2.14,79          | 23        | Gick inte vidare | Gick inte vidare | Gick inte vidare | Gick inte vidare |
| Tatjana Schoenmaker                                            | 100 m bröstsim     | 1.04,82 0OR0 AR0 | 1 Q       | 1.05,07          | 1 Q              | 1.05,22          | 2                |
| Tatjana Schoenmaker                                            | 200 m bröstsim     | 2.19,16 0OR0 AR0 | 1 Q       | 2.19,33          | 1 Q              | 2.18,95 0VR0     | 1                |
| Michelle Weber                                                 | 10 km öppet vatten | i.u.             | i.u.      | i.u.             | i.u.             | 2:06.56,5        | 21               |
| Aimee Canny Duné Coetzee Erin Gallagher Rebecca Meder          | 4 × 200 m frisim   | 8.01,56          | 11        | i.u.             | i.u.             | Gick inte vidare | Gick inte vidare |
| Aimee Canny Erin Gallagher Tatjana Schoenmaker Mariella Venter | 4 × 100 m medley   | 4.03,02          | 14        | i.u.             | i.u.             | Gick inte vidare | Gick inte vidare |

## Sjumannarugby
Sammanfattning
| Lag                     | Gren                | Gruppspel            | Gruppspel            | Gruppspel            | Gruppspel | Kvartsfinal/ Placeringsmatch | Semifinal/ Placeringsmatch | Final / BM           | Final / BM |
| Lag                     | Gren                | Motståndare Resultat | Motståndare Resultat | Motståndare Resultat | Placering | Motståndare Resultat         | Motståndare Resultat       | Motståndare Resultat | Placering  |
| ----------------------- | ------------------- | -------------------- | -------------------- | -------------------- | --------- | ---------------------------- | -------------------------- | -------------------- | ---------- |
| Sydafrikas herrlandslag | Herrarnas turnering | Irland · W 33–14     | Kenya · W 14–5       | USA · W 17–12        | 1 Q       | Argentina · L 19–14          | Australien · W 22–19       | USA · W 28–7         | 5          |

### Herrarnas turnering
Spelartrupp
Truppen presenterades den 6 juli 2021.
Huvudtränare: Neil Powell
| Nr | Pos | Spelare          | Födelsedatum (ålder)      | Matcher | Poäng |
| -- | --- | ---------------- | ------------------------- | ------- | ----- |
| 1  | FW  | Chris Dry        | 13 februari 1988 (33 år)  | 74      | 490   |
| 2  | FW  | Sako Makata      | 10 september 1998 (22 år) | 9       | 20    |
| 3  | FW  | Impi Visser      | 30 maj 1995 (26 år)       | 13      | 65    |
| 4  | FW  | Zain Davids      | 4 maj 1997 (24 år)        | 22      | 80    |
| 5  | FW  | Angelo Davids    | 1 juni 1999 (22 år)       | 6       | 90    |
| 6  | FW  | JC Pretorius     | 29 januari 1998 (23 år)   | 10      | 120   |
| 7  | BK  | Branco du Preez  | 8 maj 1990 (31 år)        | 75      | 1 355 |
| 8  | BK  | Selvyn Davids    | 26 mars 1994 (27 år)      | 20      | 409   |
| 9  | BK  | Justin Geduld    | 1 oktober 1993 (27 år)    | 50      | 1 034 |
| 10 | BK  | Kurt-Lee Arendse | 17 juni 1996 (25 år)      | 8       | 70    |
| 11 | BK  | Siviwe Soyizwapi | 7 december 1992 (28 år)   | 30      | 465   |
| 12 | BK  | Stedman Gans     | 19 mars 1997 (24 år)      | 22      | 170   |
| 13 | BK  | Ronald Brown     | 2 september 1995 (25 år)  | 0       | 0     |

Gruppspel
| Nr | Lag       | S | V | O | F | PF | PM | MS  | P |
| -- | --------- | - | - | - | - | -- | -- | --- | - |
| 1  | Sydafrika | 3 | 3 | 0 | 0 | 64 | 31 | +33 | 9 |
| 2  | USA       | 3 | 2 | 0 | 1 | 50 | 48 | +2  | 7 |
| 3  | Irland    | 3 | 1 | 0 | 2 | 43 | 59 | −16 | 5 |
| 4  | Kenya     | 3 | 0 | 0 | 3 | 26 | 45 | −19 | 3 |

|             | 26 juli 2021 | Sydafrika                                                                                                | 33 – 14 | Irland                                                      | Tokyo Stadium, Chofu         |                              |
| 11:00 UTC+9 | 11:00 UTC+9  | Försök: Z. Davids 2' c Visser 6' c Geduld 8' c Dry 12' c Gans 13' m Con: S. Davids (4/5) 2', 6', 8', 12' | Rapport | Försök: Mullin 7' c Kennedy 10' c Con: Dardis (2/2) 7', 10' | Domare: Craig Evans, (Wales) | Domare: Craig Evans, (Wales) |
| 11:00 UTC+9 | 11:00 UTC+9  | |         |                                                             | Domare: Craig Evans, (Wales) | Domare: Craig Evans, (Wales) |
| 11:00 UTC+9 | 11:00 UTC+9  | |         |                                                             | Domare: Craig Evans, (Wales) | Domare: Craig Evans, (Wales) |

|             | 26 juli 2021 | Sydafrika                                                        | 14 – 5  | Kenya               | Tokyo Stadium, Chofu               |                                    |
| 19:00 UTC+9 | 19:00 UTC+9  | Försök: S. Davids 2' c Soyizwapi 3' c Con: du Preez (2/2) 2', 3' | Rapport | Försök: Injera 6' m | Domare: Damon Murphy, (Australien) | Domare: Damon Murphy, (Australien) |
| 19:00 UTC+9 | 19:00 UTC+9  |                                                                  |         |                     | Domare: Damon Murphy, (Australien) | Domare: Damon Murphy, (Australien) |
| 19:00 UTC+9 | 19:00 UTC+9  |                                                                  |         |                     | Domare: Damon Murphy, (Australien) | Domare: Damon Murphy, (Australien) |

|             | 27 juli 2021 | Sydafrika                                                           | 17 – 12 | USA                                                         | Tokyo Stadium, Chofu         |                              |
| 11:30 UTC+9 | 11:30 UTC+9  | Försök: S. Davids (2) 6' m, 10' m Gans 8' c Con: S. Davids (1/3) 9' | Rapport | Försök: Schroeder 1' m Thompson 12' c Con: Hughes (1/1) 13' | Domare: Craig Evans, (Wales) | Domare: Craig Evans, (Wales) |
| 11:30 UTC+9 | 11:30 UTC+9  |                                                                     |         |                                                             | Domare: Craig Evans, (Wales) | Domare: Craig Evans, (Wales) |
| 11:30 UTC+9 | 11:30 UTC+9  |                                                                     |         |                                                             | Domare: Craig Evans, (Wales) | Domare: Craig Evans, (Wales) |

#### Kvartsfinal
| 23          | 27 juli 2021 | Sydafrika                                                   | 14 – 19 | Argentina                                                          | Tokyo Stadium, Chofu               |                                    |
| 18:30 UTC+9 | 18:30 UTC+9  | Försök: S. Davids 1' c Strafförsök 13' Con: Geduld (1/1) 1' | Rapport | Försök: Moneta (2) 4' c, 7' c Álvarez 12' m Con: Mare (2/2) 5', 7' | Domare: Damon Murphy, (Australien) | Domare: Damon Murphy, (Australien) |
| 18:30 UTC+9 | 18:30 UTC+9  |                                                             |         |                                                                    | Domare: Damon Murphy, (Australien) | Domare: Damon Murphy, (Australien) |
| 18:30 UTC+9 | 18:30 UTC+9  |                                                             |         |                                                                    | Domare: Damon Murphy, (Australien) | Domare: Damon Murphy, (Australien) |

#### Semifinal om plats 5–8
| 28          | 28 juli 2021 | Sydafrika | 22 – 19 | Australien | Tokyo Stadium, Chofu |  |
| 10:30 UTC+9 | 10:30 UTC+9  |           | Rapport |            |                      |  |
| 10:30 UTC+9 | 10:30 UTC+9  |           |         |            |                      |  |
| 10:30 UTC+9 | 10:30 UTC+9  |           |         |            |                      |  |

#### Match om 5:e plats
| 32          | 28 juli 2021 | USA | 7 – 28  | Sydafrika | Tokyo Stadium, Chofu |  |
| 17:00 UTC+9 | 17:00 UTC+9  |     | Rapport |           |                      |  |
| 17:00 UTC+9 | 17:00 UTC+9  |     |         |           |                      |  |
| 17:00 UTC+9 | 17:00 UTC+9  |     |         |           |                      |  |

## Skateboard
| Idrottare          | Gren             | Kval                          | Kval                          | Final                         | Final                         |
| Idrottare          | Gren             | Resultat                      | Placering                     | Resultat                      | Placering                     |
| ------------------ | ---------------- | ----------------------------- | ----------------------------- | ----------------------------- | ----------------------------- |
| Dallas Oberholtzer | Herrarnas park   | 24,08                         | 20                            | Gick inte vidare              | Gick inte vidare              |
| Brandon Valjalo    | Herrarnas street | 16,41                         | 18                            | Gick inte vidare              | Gick inte vidare              |
| Melissa Williams   | Damernas park    | 8,30                          | 20                            | Gick inte vidare              | Gick inte vidare              |
| Boipelo Awuah      | Damernas street  | Drog sig ur på grund av skada | Drog sig ur på grund av skada | Drog sig ur på grund av skada | Drog sig ur på grund av skada |

## Sportklättring
| Idrottare          | Gren              | Kval  | Kval      | Kval      | Kval      | Kval  | Kval | Kval      | Kval    | Kval      | Final            | Final            | Final            | Final            | Final            | Final            | Final            | Final            | Final            |
| Idrottare          | Gren              | Speed | Speed     | Boulder   | Boulder   | Lead  | Lead | Lead      | Totalt  | Placering | Speed            | Speed            | Boulder          | Boulder          | Lead             | Lead             | Lead             | Totalt           | Placering        |
| Idrottare          | Gren              | Bästa | Placering | Resultat  | Placering | Grepp | Tid  | Placering | Totalt  | Placering | Bästa            | Placering        | Resultat         | Placering        | Grepp            | Tid              | Placering        | Totalt           | Placering        |
| ------------------ | ----------------- | ----- | --------- | --------- | --------- | ----- | ---- | --------- | ------- | --------- | ---------------- | ---------------- | ---------------- | ---------------- | ---------------- | ---------------- | ---------------- | ---------------- | ---------------- |
| Christopher Cosser | Herrarnas tävling | 6,48  | 9         | 0T2z 0 15 | 16        | 29    | -    | 10        | 1440,00 | 16        | Gick inte vidare | Gick inte vidare | Gick inte vidare | Gick inte vidare | Gick inte vidare | Gick inte vidare | Gick inte vidare | Gick inte vidare | Gick inte vidare |
| Erin Sterkenburg   | Damernas tävling  | 11,10 | 20        | 0T1z 0 1  | 17        | 7+    | -    | 20        | 6800,00 | 20        | Gick inte vidare | Gick inte vidare | Gick inte vidare | Gick inte vidare | Gick inte vidare | Gick inte vidare | Gick inte vidare | Gick inte vidare | Gick inte vidare |

## Surfing
| Idrottare        | Gren             | Omgång 1 | Omgång 1  | Omgång 2 | Omgång 2  | Omgång 3                    | Kvartsfinal               | Semifinal                | Final / BM               | Final / BM |
| Idrottare        | Gren             | Poäng    | Placering | Poäng    | Placering | Motståndare Resultat        | Motståndare Resultat      | Motståndare Resultat     | Motståndare Resultat     | Placering  |
| ---------------- | ---------------- | -------- | --------- | -------- | --------- | --------------------------- | ------------------------- | ------------------------ | ------------------------ | ---------- |
| Bianca Buitendag | Damernas tävling | 11,44    | 3         | 10,40    | 2 Q       | Gilmore (AUS) W 13,93—10,00 | Hopkins (POR) W 9,50—5,46 | Marks (USA) W 11,00—3,67 | Moore (USA) L 8,46—14,93 | 2          |

## Triathlon
| Idrottare        | Gren              | Simning (1,5 km) | T1   | Cykling (40 km) | T2     | Löpning (10 km) | Totaltid        | Placering       |
| ---------------- | ----------------- | ---------------- | ---- | --------------- | ------ | --------------- | --------------- | --------------- |
| Henri Schoeman   | Herrarnas tävling | 17.55            | 0.45 | 56.41           | 0.28   | Fullföljde inte | Fullföljde inte | Fullföljde inte |
| Simone Ackermann | Damernas tävling  | 19.08            | 0.45 | 1:03.17         | 0.34   | 37.30           | 2:01.14         | 17              |
| Gillian Sanders  | Damernas tävling  | 20.18            | 0.45 | Varvad          | Varvad | Varvad          | Varvad          | Varvad          |

## Vattenpolo
Sammanfattning
| Lag                     | Gren                | Gruppspel            | Gruppspel            | Gruppspel              | Gruppspel            | Gruppspel            | Gruppspel | Kvartsfinal          | Semifinal            | Final / BM           | Final / BM       |
| Lag                     | Gren                | Motståndare Resultat | Motståndare Resultat | Motståndare Resultat   | Motståndare Resultat | Motståndare Resultat | Placering | Motståndare Resultat | Motståndare Resultat | Motståndare Resultat | Placering        |
| ----------------------- | ------------------- | -------------------- | -------------------- | ---------------------- | -------------------- | -------------------- | --------- | -------------------- | -------------------- | -------------------- | ---------------- |
| Sydafrikas herrlandslag | Herrarnas turnering | Italien · L 2–21     | USA · L 3–20         | Ungern · L 1–23        | Grekland · L 5–28    | Japan · L 9–24       | 6         | Gick inte vidare     | Gick inte vidare     | Gick inte vidare     | Gick inte vidare |
| Sydafrikas damlandslag  | Damernas turnering  | Spanien · L 4–29     | Kanada · L 1–21      | Nederländerna · L 1–31 | Australien · L 1–14  | i.u.                 | 5         | Gick inte vidare     | Gick inte vidare     | Gick inte vidare     | Gick inte vidare |

### Herrarnas turnering
Spelartrupp
Truppen presenterades den 24 juni 2021. Roarke Olver ersattes i truppen av Timothy Rezelman.
Huvudtränare: Paul Martin
| Nr | Pos. | Namn                | Födelsedatum (ålder)     | Matcher | Mål |           | Klubb                   |
| -- | ---- | ------------------- | ------------------------ | ------- | --- | --------- | ----------------------- |
| 1  | MV   | Lwazi Madi          | 12 december 1994 (26 år) |         |     | Sydafrika | Stellenbosch University |
| 2  | CA   | Devon Card          | 25 februari 1991 (30 år) |         |     | Sydafrika | SACS Old Boys           |
| 3  | D    | Timothy Rezelman    | 13 januari 1995 (26 år)  |         |     | Sydafrika | OJ Eagles               |
| 4  | CA   | Ignardus Badenhorst | 26 augusti 1990 (30 år)  |         |     | Sydafrika | OJ Eagles               |
| 5  | MB   | Cameron Laurenson   | 28 april 1998 (23 år)    |         |     | Sydafrika | Maties (Stellenbosch)   |
| 6  | D    | Ross Stone          | 15 maj 2000 (21 år)      |         |     | Sydafrika | Stellenbosch University |
| 7  | D    | Jason Evezard       | 17 augusti 1997 (23 år)  |         |     | Sydafrika | Maties (Stellenbosch)   |
| 8  | D    | Nicholas Rodda      | 11 oktober 1992 (28 år)  |         |     | Sydafrika | OJ Eagles               |
| 9  | D    | Yaseen Margro       | 12 februari 2000 (21 år) |         |     | Sydafrika | KNZ (Durban)            |
| 10 | MB   | Farouk Mayman       | 3 maj 1999 (22 år)       |         |     | Sydafrika | RWC (Cape Town)         |
| 11 | CA   | Liam Neill          | 26 oktober 1997 (23 år)  |         |     | Sydafrika | University of Cape Town |
| 12 | MB   | Donn Stewart        | 22 augusti 1980 (40 år)  |         |     | Sydafrika | Clifton (Durban)        |
| 13 | MV   | Gareth May          | 9 november 1996 (24 år)  |         |     | Sydafrika | Team Walrus             |

Gruppspel
| Pos | Lag       | SM | V | O | F | GM | IM  | MS  | P | Kvalificering |
| --- | --------- | -- | - | - | - | -- | --- | --- | - | ------------- |
| 1   | Grekland  | 5  | 4 | 1 | 0 | 68 | 34  | +34 | 9 | Kvartsfinal   |
| 2   | Italien   | 5  | 3 | 2 | 0 | 60 | 32  | +28 | 8 | Kvartsfinal   |
| 3   | Ungern    | 5  | 3 | 1 | 1 | 64 | 35  | +29 | 7 | Kvartsfinal   |
| 4   | USA       | 5  | 2 | 0 | 3 | 59 | 53  | +6  | 4 | Kvartsfinal   |
| 5   | Japan     | 5  | 1 | 0 | 4 | 65 | 66  | −1  | 2 |               |
| 6   | Sydafrika | 5  | 0 | 0 | 5 | 20 | 116 | −96 | 0 |               |

|       | 25 juli 2021 | Sydafrika                      | 2–21    | Italien               | Tokyo Tatsumi International Swimming Center              |                                                          |
| 10:00 | 10:00        | Timothy Rezelman, Ross Stone 1 | Rapport | Francesco Di Fulvio 5 | Domare: Viktor Salnichenko (KAZ), Stanko Ivanovski (MNE) | Domare: Viktor Salnichenko (KAZ), Stanko Ivanovski (MNE) |
| 10:00 | 10:00        |                                |         |                       | Domare: Viktor Salnichenko (KAZ), Stanko Ivanovski (MNE) | Domare: Viktor Salnichenko (KAZ), Stanko Ivanovski (MNE) |
| 10:00 | 10:00        |                                |         |                       | Domare: Viktor Salnichenko (KAZ), Stanko Ivanovski (MNE) | Domare: Viktor Salnichenko (KAZ), Stanko Ivanovski (MNE) |

|       | 27 juli 2021 | Sydafrika     | 3–20    | USA           | Tokyo Tatsumi International Swimming Center       |                                                   |
| 10:00 | 10:00        | tre spelare 1 | Rapport | Ben Hallock 4 | Domare: Zhang Liang (CHN), Vojin Putniković (SRB) | Domare: Zhang Liang (CHN), Vojin Putniković (SRB) |
| 10:00 | 10:00        |               |         |               | Domare: Zhang Liang (CHN), Vojin Putniković (SRB) | Domare: Zhang Liang (CHN), Vojin Putniković (SRB) |
| 10:00 | 10:00        |               |         |               | Domare: Zhang Liang (CHN), Vojin Putniković (SRB) | Domare: Zhang Liang (CHN), Vojin Putniković (SRB) |

|       | 29 juli 2021 | Ungern               | 23–1    | Sydafrika        | Tokyo Tatsumi International Swimming Center      |                                                  |
| 10:00 | 10:00        | Krisztián Manhercz 5 | Rapport | Nicholas Rodda 1 | Domare: Daniel Daners (URU), Germán Moller (ARG) | Domare: Daniel Daners (URU), Germán Moller (ARG) |
| 10:00 | 10:00        |                      |         |                  | Domare: Daniel Daners (URU), Germán Moller (ARG) | Domare: Daniel Daners (URU), Germán Moller (ARG) |
| 10:00 | 10:00        |                      |         |                  | Domare: Daniel Daners (URU), Germán Moller (ARG) | Domare: Daniel Daners (URU), Germán Moller (ARG) |

|       | 31 juli 2021 | Sydafrika    | 5–28    | Grekland             | Tokyo Tatsumi International Swimming Center  |                                              |
| 19:50 | 19:50        | Ross Stone 2 | Rapport | Ioannis Fountoulis 5 | Domare: John Waldow (NZL), Zhang Liang (CHN) | Domare: John Waldow (NZL), Zhang Liang (CHN) |
| 19:50 | 19:50        |              |         |                      | Domare: John Waldow (NZL), Zhang Liang (CHN) | Domare: John Waldow (NZL), Zhang Liang (CHN) |
| 19:50 | 19:50        |              |         |                      | Domare: John Waldow (NZL), Zhang Liang (CHN) | Domare: John Waldow (NZL), Zhang Liang (CHN) |

|       | 2 augusti 2021 | Japan                        | 24–9    | Sydafrika    | Tokyo Tatsumi International Swimming Center       |                                                   |
| 18:20 | 18:20          | Seiya Adachi, Atsushi Arai 4 | Rapport | Liam Neill 4 | Domare: John Waldow (NZL), Vojin Putniković (SRB) | Domare: John Waldow (NZL), Vojin Putniković (SRB) |
| 18:20 | 18:20          |                              |         |              | Domare: John Waldow (NZL), Vojin Putniković (SRB) | Domare: John Waldow (NZL), Vojin Putniković (SRB) |
| 18:20 | 18:20          |                              |         |              | Domare: John Waldow (NZL), Vojin Putniković (SRB) | Domare: John Waldow (NZL), Vojin Putniković (SRB) |

### Damernas turnering
Spelartrupp
Truppen presenterades den 24 juni 2021. Daniela Passoni och Kelsey White ersattes i truppen av Hannah Calvert och Nicola Macleod.
Huvudtränare: Delaine Mentoor
| Nr | Pos. | Namn               | Födelsedatum (ålder)      | Matcher | Mål |           | Klubb                   |
| -- | ---- | ------------------ | ------------------------- | ------- | --- | --------- | ----------------------- |
| 1  | MV   | Meghan Maartens    | 8 april 1999 (22 år)      |         |     | Sydafrika | Madibaz                 |
| 2  | CA   | Yanah Gerber       | 16 mars 2001 (20 år)      |         |     | Sydafrika | MantaRays               |
| 3  | MB   | Georgie Moir       | 5 december 1997 (23 år)   |         |     | Sydafrika | Western Warriors        |
| 4  | D    | Boati Motau        | 25 september 2002 (18 år) |         |     | Sydafrika | OJ Eagles               |
| 5  | CA   | Megan Sileno       | 1 maj 1989 (32 år)        |         |     | Sydafrika | Stingrays               |
| 6  | D    | Amica Hallenndorff | 26 oktober 1992 (28 år)   |         |     | Sydafrika | Western Warriors        |
| 7  | MB   | Shakira January    | 15 november 2002 (18 år)  |         |     | Sydafrika | Tridents                |
| 8  | D    | Ashleigh Vaughn    | 17 maj 1999 (22 år)       |         |     | Sydafrika | Madibaz                 |
| 9  | D    | Hannah Muller      | 16 november 1999 (21 år)  |         |     | Sydafrika | Eagles                  |
| 10 | D    | Jordan Wedderburn  | 30 december 2002 (18 år)  |         |     | Sydafrika | Water Warriors          |
| 11 | MB   | Chloe Meecham      | 16 februari 1999 (22 år)  |         |     | Sydafrika | High Performance        |
| 12 | D    | Nicola Macleod     | 14 maj 1997 (24 år)       |         |     | Sydafrika | Stingrays               |
| 13 | MV   | Hannah Calvert     | 27 november 1997 (23 år)  |         |     | Sydafrika | Stellenbosch University |

Gruppspel
| Pos | Lag           | SM | V | O | F | GM | IM | MS  | P | Kvalificering |
| --- | ------------- | -- | - | - | - | -- | -- | --- | - | ------------- |
| 1   | Spanien       | 4  | 3 | 0 | 1 | 71 | 37 | +34 | 6 | Kvartsfinal   |
| 2   | Australien    | 4  | 3 | 0 | 1 | 46 | 33 | +13 | 6 | Kvartsfinal   |
| 3   | Nederländerna | 4  | 3 | 0 | 1 | 75 | 41 | +34 | 6 | Kvartsfinal   |
| 4   | Kanada        | 4  | 1 | 0 | 3 | 48 | 39 | +9  | 2 | Kvartsfinal   |
| 5   | Sydafrika     | 4  | 0 | 0 | 4 | 7  | 97 | −90 | 0 |               |

|       | 24 juli 2021 | Sydafrika           | 4–29    | Spanien      | Tokyo Tatsumi International Swimming Center          |                                                      |
| 18:20 | 18:20        | Jordan Wedderburn 2 | Rapport | Elena Ruiz 5 | Domare: Asumi Tsuzaki (JPN), Ursula Wengenroth (SUI) | Domare: Asumi Tsuzaki (JPN), Ursula Wengenroth (SUI) |
| 18:20 | 18:20        |                     |         |              | Domare: Asumi Tsuzaki (JPN), Ursula Wengenroth (SUI) | Domare: Asumi Tsuzaki (JPN), Ursula Wengenroth (SUI) |
| 18:20 | 18:20        |                     |         |              | Domare: Asumi Tsuzaki (JPN), Ursula Wengenroth (SUI) | Domare: Asumi Tsuzaki (JPN), Ursula Wengenroth (SUI) |

|       | 28 juli 2021 | Kanada          | 21–1    | Sydafrika      | Tokyo Tatsumi International Swimming Center    |                                                |
| 15:30 | 15:30        | Gurpreet Sohi 4 | Rapport | Georgia Moir 1 | Domare: Asumi Tsuzaki (JPN), John Waldow (NZL) | Domare: Asumi Tsuzaki (JPN), John Waldow (NZL) |
| 15:30 | 15:30        |                 |         |                | Domare: Asumi Tsuzaki (JPN), John Waldow (NZL) | Domare: Asumi Tsuzaki (JPN), John Waldow (NZL) |
| 15:30 | 15:30        |                 |         |                | Domare: Asumi Tsuzaki (JPN), John Waldow (NZL) | Domare: Asumi Tsuzaki (JPN), John Waldow (NZL) |

|       | 30 juli 2021 | Sydafrika           | 1–33    | Nederländerna     | Tokyo Tatsumi International Swimming Center           |                                                       |
| 14:00 | 14:00        | Jordan Wedderburn 1 | Rapport | Maartje Keuning 6 | Domare: Nicola Johnson (AUS), Ursula Wengenroth (SUI) | Domare: Nicola Johnson (AUS), Ursula Wengenroth (SUI) |
| 14:00 | 14:00        |                     |         |                   | Domare: Nicola Johnson (AUS), Ursula Wengenroth (SUI) | Domare: Nicola Johnson (AUS), Ursula Wengenroth (SUI) |
| 14:00 | 14:00        |                     |         |                   | Domare: Nicola Johnson (AUS), Ursula Wengenroth (SUI) | Domare: Nicola Johnson (AUS), Ursula Wengenroth (SUI) |

|       | 1 augusti 2021 | Australien    | 14–1    | Sydafrika          | Tokyo Tatsumi International Swimming Center     |                                                 |
| 19:50 | 19:50          | fem spelare 2 | Rapport | Ashleigh Vaughan 1 | Domare: Daniel Daners (URU), Jeremy Cheng (SGP) | Domare: Daniel Daners (URU), Jeremy Cheng (SGP) |
| 19:50 | 19:50          |               |         |                    | Domare: Daniel Daners (URU), Jeremy Cheng (SGP) | Domare: Daniel Daners (URU), Jeremy Cheng (SGP) |
| 19:50 | 19:50          |               |         |                    | Domare: Daniel Daners (URU), Jeremy Cheng (SGP) | Domare: Daniel Daners (URU), Jeremy Cheng (SGP) |